# 15230 Alona
15230 Alona eller 1987 RF1 är en asteroid i huvudbältet som upptäcktes den 13 september 1987 av den belgiske astronomen Henri Debehogne vid La Silla-observatoriet. Den är uppkallad efter Valentina Arkadievna Andreichenko dotter Alona.
Den har en diameter på ungefär 3 kilometer.